# УМЗ (мінний загороджувач)
УМЗ (Універсальний мінний загороджувач) (рос. Универсальный Минный Заградитель) — радянська інженерна машина для дистанційного мінування накиданням, створена на базі бортової вантажівки ЗІЛ-131.

## Призначення та конструкція
Призначена для встановлення будь-яких типів мінних полів (протитанкових, протипіхотних та змішаних) з мін ПТМ-1, ПТМ-3, ПФМ-1, ПОМ-1, ПОМ-2 або будь-яких інших, сумісних з мінними касетами типів КСФ-1, КСФ- 1С, КСФ-1С-0.5, КСФ-1С-0.5СК, КСО-1, КПОМ-2, КПТМ-1, КПТМ-3.
Конструктивно це стандартний вантажний автомобіль ЗіЛ-131В, у кузові якого розміщені система управління та шість поворотних пристроїв з касетними блоками для закидання мін, а в кабіні розташовується пульт управління.

## Тактико-технічні характеристики
Боєкомплект (ПТМ-3, ПОМ-2, ПФМ-1С, ПДМ-4 і т. ін.) — 180 касет з мінами (30 шт. в 6 блоках): Кількість мін у боєкомплекті, шт
ПТМ-3 — 180
ПФМ-1С (ПФМ-1) — 11520 (12960)
ПОМ-1С (ПОМ-1) — 1440 (1440)
ПОМ-2 «Отёк» (Набряк) — 720
Швидкість мінування тільки на ґрунт, км/год — 10-40
Протяжність однорядного ППМП, м — 4100-4200
Дальність мінування, м — 55-120
Щільність мінування, шт/ м — 0,1-0,2
Час перезаряджання боєкомплекту силами розрахунку, мін — 100—120
Запас ходу паливом, км — 850
Швидкість:
максимальна транспортна, км/год — 80
середня по ґрунту, км/год — 50
Потужність двигуна — 150 л/с: Маса порожнього/з боєкомплектом, кг — 8300/10100
Розрахунок — 2 особи: Габарити
довжина, мм — 7 100
ширина, мм — 2500
висота, мм — 2 973

## Модифікації
- Росія — УМЗ-К (випробування, про прийняття на озброєння і постачання невідомо).